# ハインツ・シュレーター
ハインツ・シュレーター（Heinz Schröter, 1907年5月2日 - 1974年1月2日）は、ドイツ出身のピアニスト。

## 略歴
ベルリンの生まれ。ライプツィヒ音楽院を経てハレとフランクフルト・アム・マインの音楽大学で学ぶ。1937年からヘッセン音楽院のピアノ科教授になり、1945年から1953年まで室内楽の主任教授を務めた。1957年からはヘッセン放送の室内楽部門の責任者を務め、ケルン音楽院に転出した。
1933年からマックス・ロスタルとデュオを組んでいたが、1960年にガスパール・カサドを加えてケルン三重奏団を結成。カサドの死後はジークフリート・パルムが引き継いだ。
演奏旅行で滞在したイランのシーラーズで客死した。